# Jovem adulto

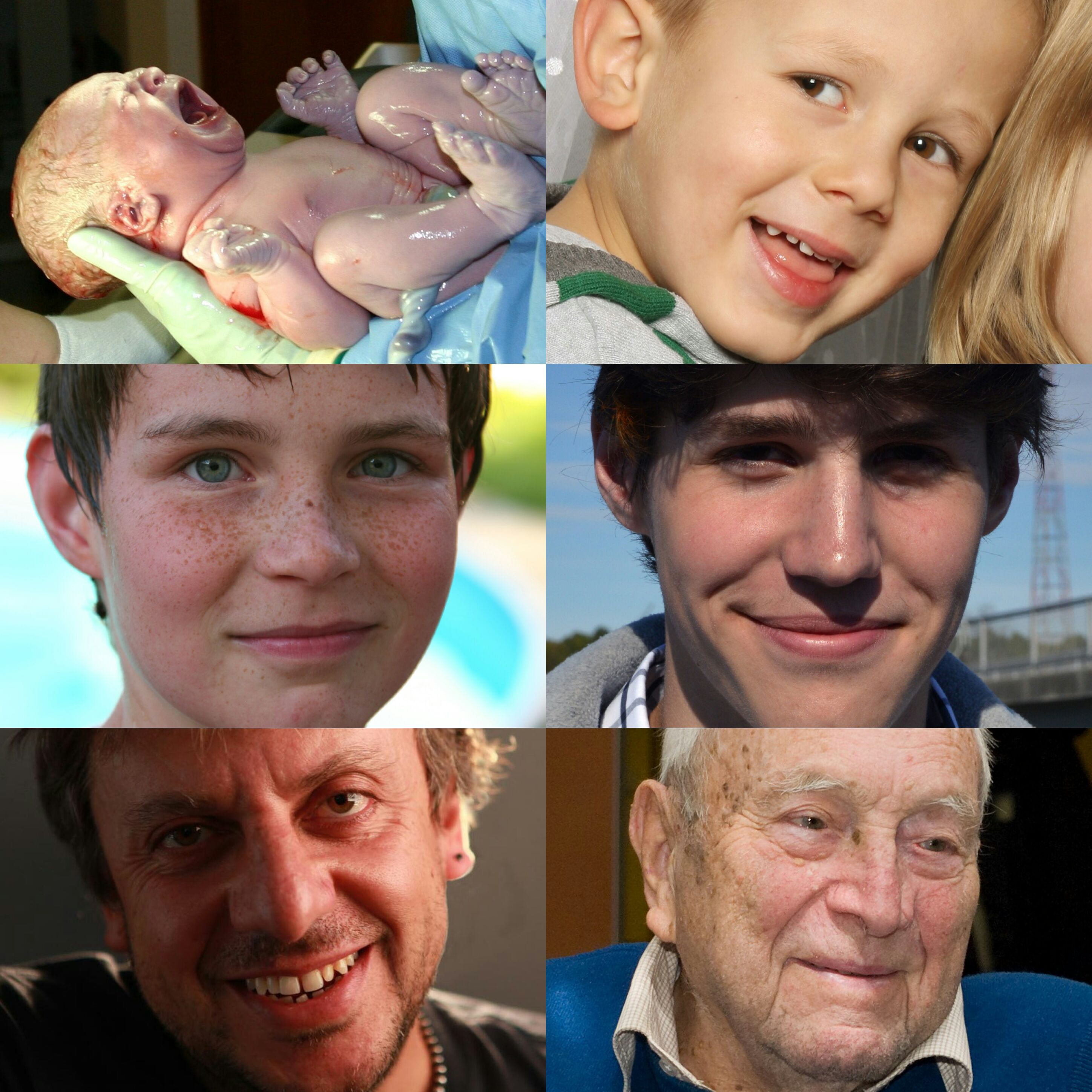
Fases do desenvolvimento humano

Um jovem adulto é geralmente uma pessoa com idade variando entre o final da adolescência ou início dos vinte aos trinta, embora as definições e opiniões, como os estágios do desenvolvimento humano de Erik Erikson, variem. O estágio adulto jovem no desenvolvimento humano precede a idade adulta média.

## Coordenadas de tempo
Por uma variedade de razões, os cronogramas na idade adulta jovem não podem ser definidos com exatidão - produzindo resultados diferentes de acordo com a mistura diferente de índices sobrepostos (legais, maturacionais, ocupacionais, sexuais, emocionais e semelhantes) empregados, ou seja, uma perspectiva de desenvolvimento... [ou] a perspectiva de socialização é tomada'. As subfases neste cronograma de padrões de crescimento psicossocial... não são rígidas, e tanto a mudança social quanto as variações individuais devem ser levadas em conta' - sem mencionar as diferenças regionais e culturais. Sem dúvida, com as pessoas vivendo mais e também atingindo a puberdade mais cedo, "as normas de idade para os principais eventos da vida tornaram-se altamente elásticas" no século XXI.
Alguns sugeriram que, após a 'pré-adultez... nos primeiros 20 anos ou mais... a segunda era, a primeira idade adulta, dura cerca de 17 a 45 anos... a era adulta de maior energia e abundância e de maior contradição e estresse'. Dentro dessa estrutura, 'a transição adulta precoce (17-22) é uma ponte de desenvolvimento entre a pré-idade adulta e o início da idade adulta', reconhecendo que 'a transição para a idade adulta não é uma linha divisória bem definida'. Alguém pode alternativamente falar de 'uma Fase Adulta Provisória (18-30)... [&] a iniciação à Primeira Idade Adulta' como a seguir.
Apesar de toda essa fluidez, há um amplo consenso de que são essencialmente os anos 20 e 30 que constituem a 'primeira idade adulta... a base para o que Levinson chama de Sonho—uma visão de seus objetivos de vida que fornecem motivação e entusiasmo para o futuro'.

## Saúde
A idade adulta jovem/nobre pode ser considerada a época mais saudável da vida e os adultos jovens geralmente gozam de boa saúde, não estando sujeitos a doenças nem aos problemas da senescência. Força e desempenho físico atingem seu pico de 18 a 39 anos de idade. A flexibilidade pode diminuir com a idade durante a idade adulta.
As mulheres atingem seu pico de fertilidade por volta dos 20 anos.
- Aos 30 anos
  - 75% terão uma concepção que termina em um nascido vivo dentro de um ano
  - 91% terão uma concepção que termina em um nado vivo dentro de quatro anos.
- Aos 35 anos
  - 66% terão uma concepção que termina em um nado vivo dentro de um ano
  - 84% terão uma concepção que termina em um nado vivo dentro de quatro anos.
- Aos 40 anos
  - 44% terão uma concepção que termina em um nascido vivo dentro de um ano
  - 64% terão uma concepção que termina em um nado vivo dentro de quatro anos.[13][14]

Nos países desenvolvidos, as taxas de mortalidade na faixa etária de 18 a 40 anos são geralmente muito baixas. Os homens têm maior probabilidade de morrer nessa idade do que as mulheres, principalmente no grupo de 18 a 25 anos: os motivos incluem acidentes de carro e suicídio. As estatísticas de mortalidade entre homens e mulheres estabilizam no final dos anos 20 e 30, em parte devido à boa saúde e menor comportamento de risco.
Em relação à doença, o câncer é muito menos comum em jovens do que em adultos mais velhos. As exceções são câncer testicular, câncer cervical e linfoma de Hodgkin. Na África Subsaariana, o HIV / AIDS atingiu a população adulta inicial de maneira particularmente forte. De acordo com um relatório das Nações Unidas, a AIDS aumentou significativamente a mortalidade de 20 a 55 anos para homens africanos e de 20 a 45 anos para mulheres africanas, reduzindo a expectativa de vida na África do Sul em 18 anos e em Botsuana em 34 anos.

## Teorias de Erik Erikson sobre o início da vida adulta
De acordo com Erik Erikson, na esteira da ênfase adolescente na formação da identidade, 'o jovem adulto, emergindo da busca e da insistência na identidade, está ansioso e disposto a fundir sua identidade com a dos outros. Ele [ou ela] está pronto para a intimidade, isto é, a capacidade de se comprometer... com afiliações e parcerias concretas'.  Fazer isso significa a capacidade de 'enfrentar o medo da perda do ego em situações que exigem abandono de si mesmo: na solidariedade de afiliações íntimas, em orgasmos e uniões sexuais, em amizades íntimas e no combate físico'. evitação de tais experiências 'por causa do medo da perda do ego pode levar a uma profunda sensação de isolamento e consequente auto-absorção'.
Onde o isolamento é evitado, o jovem adulto pode descobrir que "relações sexuais satisfatórias... de alguma forma aliviam as hostilidades e fúrias potenciais causadas pela oposição de masculino e feminino, de fato e fantasia, de amor e ódio" ;  e pode crescer na capacidade de trocar intimidade, amor e compaixão.
Nas sociedades modernas, os jovens adultos no final da adolescência e no início dos 20 anos encontram uma série de problemas quando terminam os estudos e começam a ter empregos de tempo integral e assumir outras responsabilidades da vida adulta; e 'o jovem adulto geralmente está preocupado com o autocrescimento no contexto da sociedade e nos relacionamentos com os outros'. O perigo é que na 'segunda era, Primeira Idade Adulta... devemos fazer escolhas crucialmente importantes em relação ao casamento, família, trabalho e estilo de vida antes de termos maturidade ou experiência de vida para escolher sabiamente'.
Enquanto 'a idade adulta jovem é repleta de buscas ávidas por relacionamentos íntimos e outros compromissos importantes que envolvem metas de carreira e de vida', há também “uma busca paralela pela formulação de um conjunto de valores morais”. Erikson argumentou que só agora o que ele chama de 'mente ideológica' da adolescência dá lugar a 'aquele senso ético que é a marca do adulto'.
Chegar à idade adulta na sociedade moderna nem sempre é uma transição linear ou limpa. À medida que as gerações continuam a se adaptar, novos marcadores de idade adulta são criados, acrescentando diferentes expectativas sociais sobre o que significa ser adulto.

## Teoria do Desenvolvimento Adulto de Daniel Levinson
Daniel Levinson argumentou que continua a haver sequências de desenvolvimento que continuam a ocorrer à medida que fazemos a transição para a idade adulta. A teoria de Levinson gira em torno da concepção de curso de vida de Erik Erikson. Esta teoria de Erikson inclui padrões e relações de eventos para a vida da pessoa que os distingue. Curso de vida é um dos termos mais importantes para as ciências humanas, curso refere-se à necessidade de estudar uma vida à medida que ela continua se desdobrando ao longo da vida da pessoa. É importante notar que, para um estudo dos cursos da vida, você deve incluir todos os aspectos das relações da vida, sentimentos internos e externos, mudanças corporais e os bons e maus momentos vividos. A pré-idade, a primeira idade, a meia-idade e a última fase da vida adulta são as quatro épocas que constituem o curso da vida. A pré-adolescência começa com a concepção e continua até aproximadamente os 22 anos. Durante esses anos, a pessoa passa de extremamente dependente e indiferenciada a um adulto responsável mais independente. Esta é a era em que vemos o maior crescimento biopsicossocial. A Transição na Primeira Idade Adulta faz parte desta primeira fase, ao mesmo tempo que faz parte da segunda fase, isto é, dos 17 aos 22 anos. É aqui que a era da pré-adolescência começa a chegar ao fim e a transição para o início da idade adulta começa a ocorrer. É aqui que o indivíduo começa a modificar seu relacionamento com o mundo pré-adulto para que se encaixe melhor no mundo adulto que está criando. A segunda era O início da idade adulta começa aos 17 anos e vai até os 45. Começa no início da transição da idade adulta, esta era é conhecida por ter a maior quantidade de energia, contradição e estresse. Este é tipicamente o momento de formar e perseguir aspirações, encontrar um lugar na sociedade, formar famílias e, com o fim da era, estabelecer uma posição sólida no mundo adulto. O terceiro período da meia-idade começa aos 45 anos e vai até os 65, aqui começamos a ver um declínio em nossas capacidades biológicas, o declínio não é suficiente para nos esgotar completamente a energia que tínhamos no início da idade adulta e nos permite continuar ter uma vida socialmente valiosa. A era final é o final da idade adulta, isso começa com a idade de 65 anos e vai até a morte. Nesta era, o indivíduo deve encontrar um novo equilíbrio entre o envolvimento com a sociedade e consigo mesmo. O indivíduo está experimentando mais plenamente o processo de morrer e aqui deve ser dada a capacidade de escolher livremente o modo em que vive.

## Estabelecer
Após a relativa turbulência do início dos anos 30, de meados ao final dos anos 30 são frequentemente caracterizados pelo estabelecer: 'a fase de estabelecimento', envolvendo 'o que chamaríamos de grandes investimentos na vida - trabalho, família, amigos, atividades comunitárias e valores'.  Com a realização dos maiores investimentos na vida, o indivíduo assume compromissos mais profundos, investindo mais de si mesmo nesses compromissos que assumiu. O que foi denominado 'a estrutura de vida culminante para a primeira idade adulta (33-40) é o veículo para completar esta era e realizar nossas aspirações juvenis'. Pessoas na casa dos trinta podem aumentar os investimentos financeiros e emocionais que fazem em suas vidas e podem ter sido empregadas por tempo suficiente para obter promoções e aumentos. Frequentemente, eles se concentram mais em progredir na carreira e ganhar estabilidade na vida pessoal - 'com o casamento e a criação dos filhos', família, assumindo o primeiro plano como prioridades.
Gail Sheehy, no entanto, sinaliza a mesma divisão dos anos 20/30 de maneira bem diferente, argumentando que hoje em dia 'os anos 20 se estenderam para uma longa Idade Adulta Provisória' e que, de fato, 'a transição para os Turbulentos Anos 30 marca a iniciação à Primeira Idade Adulta'. 

## Transição de meia-idade
A idade adulta jovem então chega ao seu fim com 'a transição da meia- idade, da idade aproximada de 40 para 45' produzindo 'uma passagem totalmente nova nos anos 40, quando a primeira idade adulta termina e a segunda adulta começa'. É aqui nesta Transição da Meia-idade que frequentemente descobrimos que há um fim no início da idade adulta, bem como nos indivíduos fazendo mudanças em suas vidas, com a maior mudança sendo a carreira em que estão. O início da idade adulta pode ser visto como o fim, já que uma pessoa não está mais buscando o status de adulto ou quer se sentir como um adulto No momento em que alcançamos a transição da meia-idade, deixamos de falar sobre nossa idade para reforçar nossa reputação e enfatizar como eles são jovens. Na transição da meia-idade, os indivíduos começam a se concentrar nas coisas que se tornam importantes em suas vidas e que afetam suas vidas pessoais. Esses indivíduos se concentram mais no presente do que no futuro e no passado. Levinson pensava que a meia-idade era um período de crise. No entanto, a pesquisa atual nos Estados Unidos mostra que os indivíduos não passam por uma crise de meia-idade. Em vez disso, os indivíduos relatam que a meia-idade é um período de vida libertador e satisfatório. Uma coisa importante a considerar ao passarmos pela transição da meia-idade são as mudanças físicas que experimentamos fora das mudanças que ocorrem no caráter dos indivíduos. A imagem corporal é um aspecto importante das mudanças físicas experimentadas, a transição da meia-idade pode exigir mudanças na imagem corporal.
Aqui, na transição da meia-idade, a questão não é se o indivíduo atingiu ou fracassou com os objetivos da era anterior. A questão em questão é o que o indivíduo deve fazer com a experiência de disparidade que está ocorrendo dentro de si por viver dentro de uma estrutura específica e o que ele deseja para si mesmo. Nesse período de transição do início da idade adulta à meia-idade, as mudanças que fazemos tendem a se concentrar menos em nós mesmos e mais nos relacionamentos que temos.